# Rainer Bauböck
Rainer Bauböck, avstrijski sociolog, politolog in raziskovalec migracij, * 1953, Ried im Innkreis, Avstrija.
Bauböck je študiral sociologijo in psihologijo na Univerzi na Dunaju in tam leta 1977 doktoriral (disertacija: Stanovanjska politika na socialdemokratskem Dunaju med 1919 in 1934). Nato je dve leti podiplomsko študiral politične vede na Inštitutu za napredne študije na Dunaju in se v Innsbrucku habilitiral s tezo o transnacionalnem državljanstvu. Med letoma 1986 in 1999 je raziskoval in poučeval kot profesor na Inštitutu za napredne študije. Od leta 2007 je profesor politologije na Evropskem univerzitetnem inštitutu v Firencah.
Raziskuje normativno politično teorijo, primerjalne študije državljanstva v demokracijah, evropske integracije, migracije, nacionalizme in pravice manjšin.
Bil je gostujoči znanstvenik in gostujoči profesor na Rockefellerjevi fundaciji Bellagio (2006), na Univerzi Yale (2005), na Univerzi Pompeu Fabra v Barceloni (2003), na Univerzi v Bristolu (2002), na Srednjeevropski univerzi v Budimpešti, na Univerzi v Malmöju (2000/2001), na Inštitutu za napredne študije v Princetonu, na Univerzi Princeton (1998/99) in na Univerzi v Warwicku (1990/91). Redno je poučeval tudi na univerzah Dunaj in Innsbruck.
Od leta 2013 je dopisni član Avstrijske akademije znanosti. Je častni doktor Univerze v Malmöju.
Bauböck je bil med letoma 2003 in 2005 predsednik Avstrijskega politološkega združenja. Leta 2006 je prejel Evropsko Latsisovo nagrado.

## Spisi
- Stanovanjska politika na socialdemokratskem Dunaju med 1919 in 1934, Neugebauer Publishing House, Salzburg 1979, ISBN 978-3853760246.
- s Patrikom-Paul Volfom: Wege zur Integration - Was man gegen Diskriminierung und Fremdenfeindlichkeit tun kann, Celovec: Drava Verlag 2001, pdf Arhivirano 2017-03-21 na Wayback Machine..
- z Maartenom Vinkom: Konfiguracije državljanstva: analiza različnih namenov državljanskih režimov v Evropi. Sodobne evropske študije, letnik 11, 2013, str. 621-648.
- Transnacionalno državljanstvo. Membership and Rights in International Migration, Aldershot: Elgar 1994
- Začasni migranti, delno državljanstvo in hipermigracija. Critical Review of International Social and Political Philosophy, letnik 14, 2011, str. 665-693.
- s Thomasom Feistom: Transnacionalizem in diaspora. Concepts, Theories and Methods; Amsterdam: Amsterdam University Press 2010.
- Državljanstvo deležnikov in transnacionalna politična udeležba: normativna ocena zunanjega glasovanja. Fordham Law Review, letnik 75, 2007, str. 2393-2447.

## Spletne povezave
- [Spletna stran http://www.oeaw.ac.at/m/bauboeck-rainer/ na ÖAW]
- Rainer Bauböck na Evropskem univerzitetnem inštitutu Arhivirano 2017-07-17 na Wayback Machine.